# Linde bei Thundorf

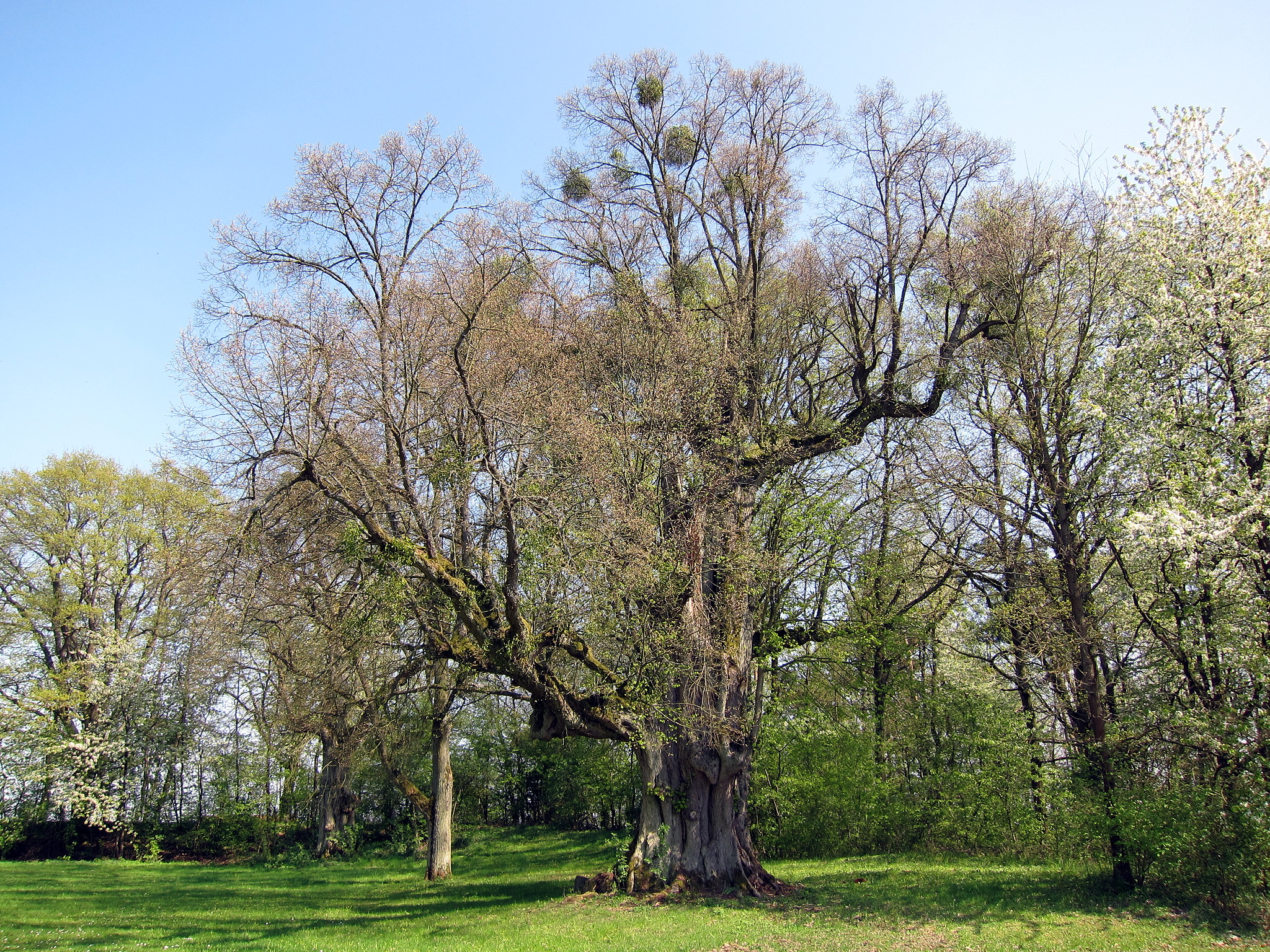
Gesamtansicht (2011)

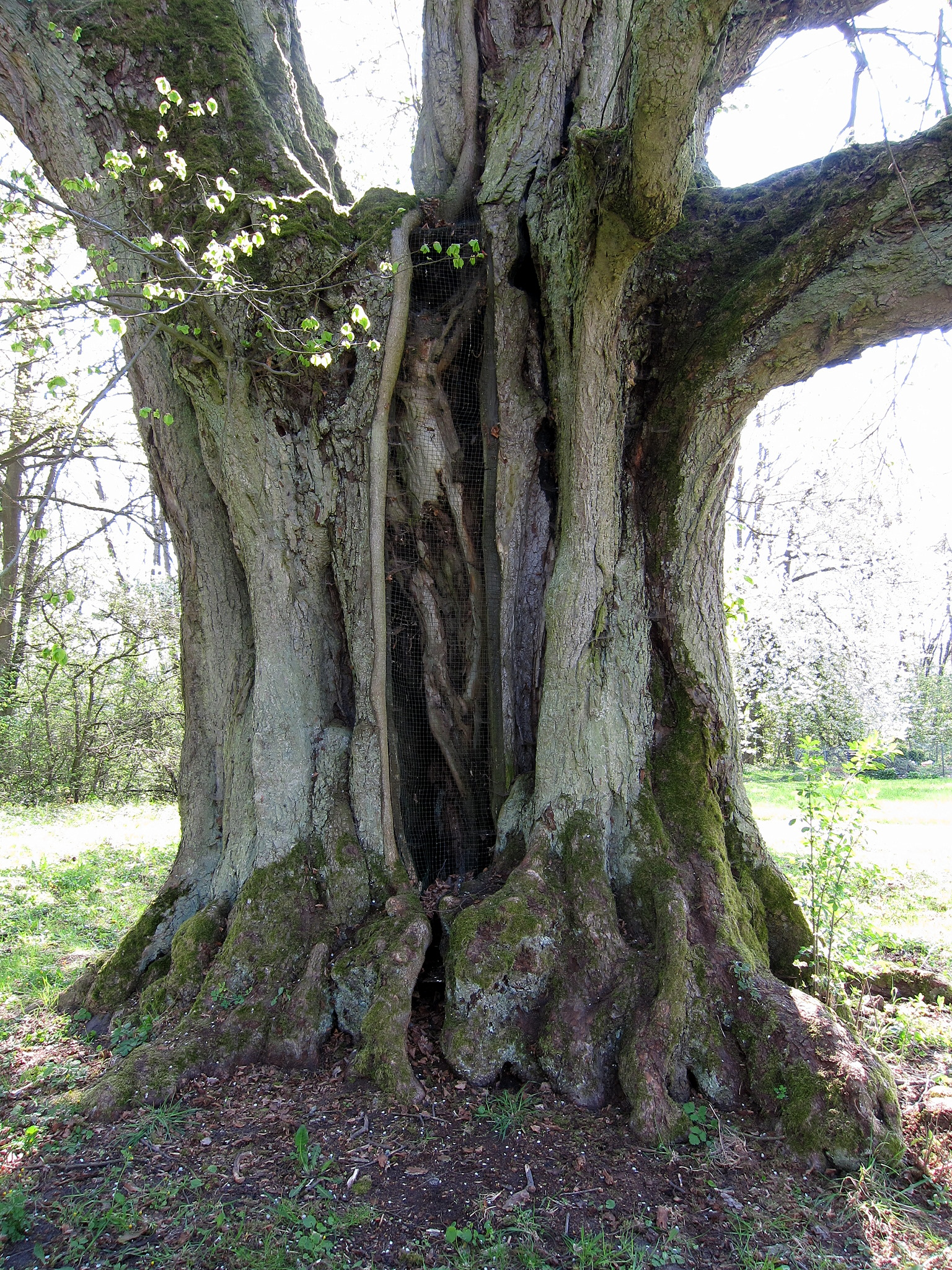
Geöffneter Stamm (2011)

Die Linde bei Thundorf, auch Friedhofslinde genannt, ist eine Sommerlinde (Tilia platyphyllos) oberhalb von Thundorf in Unterfranken im Landkreis Bad Kissingen in Bayern auf etwa 330 m ü. NHN in einer Wiese neben dem Friedhof. Im Februar 2020 wurde sie durch Orkan Sabine beschädigt.

## Beschreibung
Die Linde befand sich vor Orkan Sabine 2020 in einem guten Zustand mit nur geringen Anteilen von Totholz in der Krone und Stockausschlägen am Stammfuß. Eine Stammöffnung war mit einem Gitter verschlossen. Der Baum war 21 Meter hoch, wobei die Krone einen Durchmesser von etwa 15 Metern hat. Im Jahr 2012 hatte der Stamm an der Stelle seines geringsten Durchmessers einen Umfang von 6,93 und auf 1,3 Meter, der Höhe des sogenannten Brusthöhendurchmessers (BHD), einen Umfang von 7,16 Metern (2015).
In unmittelbarer Nähe steht eine weitere Linde mit 4,73 Meter Umfang. Beide Bäume sind seit 2009 als Naturdenkmal geschützt.
An der Stelle des Friedhofes befand sich früher eine Burg mit Wallanlagen, später eine Bergkirche, die um 1460 unter Hans von Schaumberg erbaut wurde. Nach historischen Überlieferungen befanden sich schon damals zwei alte Linden neben der Bergkirche.